# Réginald d'Orléans
Réginald d'Orléans, ou Réginald de Saint-Gilles, dit aussi maître Renaud (Saint-Gilles, v. 1180 - Paris, février 1220), est un frère dominicain, vénéré comme bienheureux par l'Église catholique. Il est un des proches collaborateurs de saint Dominique.

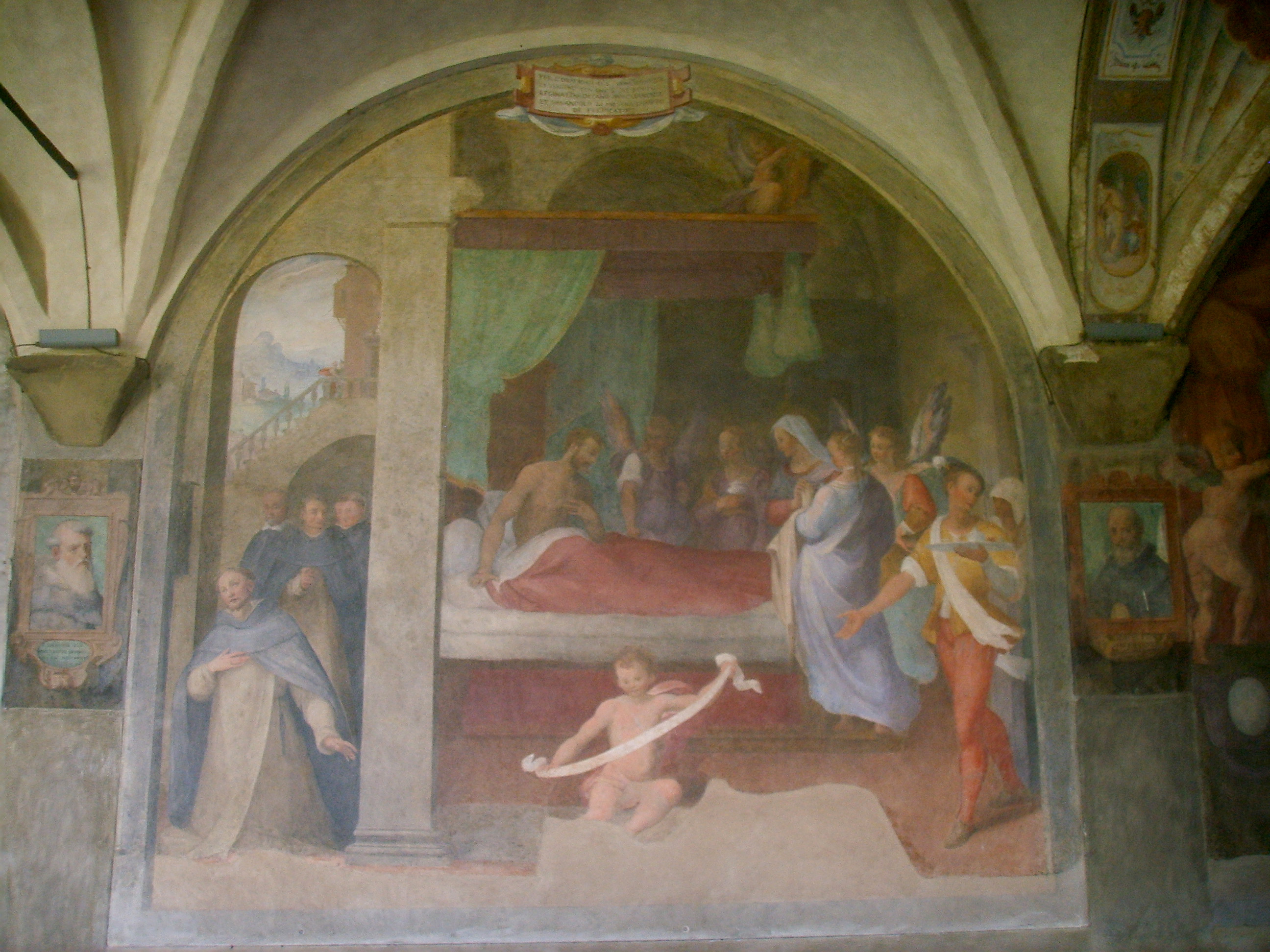
Guérison de Réginald d'Orléans qui prend l'habit dominicain, grand cloître de la basilique Santa Maria Novella, Florence.

## Biographie
Après avoir été professeur de droit canonique à la Sorbonne à Paris pendant de nombreuses années, Réginald devient doyen de la collégiale Saint-Agnan d'Orléans. En 1216, il décide de suivre l'évêque Manassès de Seignelay qui doit rencontrer le pape Honorius III à Rome, avant de faire un pèlerinage à Jérusalem. 
À Rome, il rencontre le cardinal Hugolin d'Agnani, qui deviendra plus tard le pape Grégoire IX. Ce dernier lui présente Dominique de Guzmán, dont les idéaux sur la pauvreté le fascinent. Pendant son séjour à Rome, Il tombe gravement malade, Dominique lui rend visite et prie pour lui. Réginald lui promet que s'il se rétablit, il entrera dans l'ordre des Dominicains. 
Alors qu'il est malade, la Vierge serait apparue à Réginald, elle lui présente l'habit blanc dominicain et l'invite à le porter. Réginald guérit et prononce ses vœux religieux devant Dominique, qui lui demande de le suivre à Bologne. À l'université de Bologne, de nombreux étudiants et professeurs sont profondément impressionnés par la prédication de Réginald, notamment le Maestro Moneta et Roland de Crémone, qui se précipitent chez les frères un mercredi des Cendres pour leur demander d'entrer dans l'ordre dominicain. 
Une jeune noble bolognaise, Diane d'Andalo, liée d'amitié avec Réginald, fait don aux frères dominicains de l'église de San Niccolò delle Vigne (aujourd'hui la basilique San Domenico) et de son grand terrain attenant afin qu'ils puissent y construire un couvent. Elle prononce ses vœux dominicains et devient ensuite prieure du couvent de Sant'Agnese de Bologne, que Dominique et Réginald bénirent. 
Réginald reste près d'un an à Bologne en tant que prieur du couvent dominicain, tandis que Dominique est en Espagne et en France. À son retour, il envoie Réginald à Paris où l'Ordre a besoin de sa présence. À Paris également, Réginald devient prieur du couvent dominicain de Saint-Jacques et, par ses sermons, il enthousiasme de nombreux professeurs de la Sorbonne ainsi que de nombreux étudiants, parmi lesquels se trouvent deux Allemands, Henri, et Jourdain de Saxe, qui sera le successeur de Dominique dans l'Ordre. 
Malgré ses problèmes de santé, Réginald souhaite continuer à mener un train de vie austère, marquée par des pénitences continues, qu'il considérait comme un plaisir, il disait : « On ne peut pas suivre Jésus sans croix ! Je ne pense pas avoir acquis un mérite particulier en entrant dans l'Ordre, car j'y ai toujours été très heureux ». Le deuxième maître de l'ordre Dominicain, Jourdain de Saxe, dit de lui : « Son éloquence était fougueuse et sa parole, comme une torche enflammée, enflammait le cœur des auditeurs, très peu avaient le cœur endurci au point de résister à la chaleur de ce feu. On aurait dit un deuxième Élie ». 
Il meurt en février 1220. Les Dominicains n'ayant pas encore de cimetière à Paris, Réginald est enterré au cimetière bénédictin de Sainte-Marie-des-Champs dépendant de Marmoutiers. Aujourd'hui, un autel existe dans la crypte Notre-Dame-des-Champs rue Pierre-Nicole où il est écrit que « pendant des siècles les parisiens vinrent l'honorer et le prier en ce sanctuaire ».

## Vénération
Il est béatifié par le pape Pie IX en 1875. 
Si dans le Martyrologe romain sa fête est fixée au 1er février (dies natalis), les communautés dominicaines et l'Église catholique le fêtent plutôt le 12 février,. 

## Source
- (it) Cet article est partiellement ou en totalité issu de l’article de Wikipédia en italien intitulé « Reginaldo d'Orléans » (voir la liste des auteurs).